# Nutuk

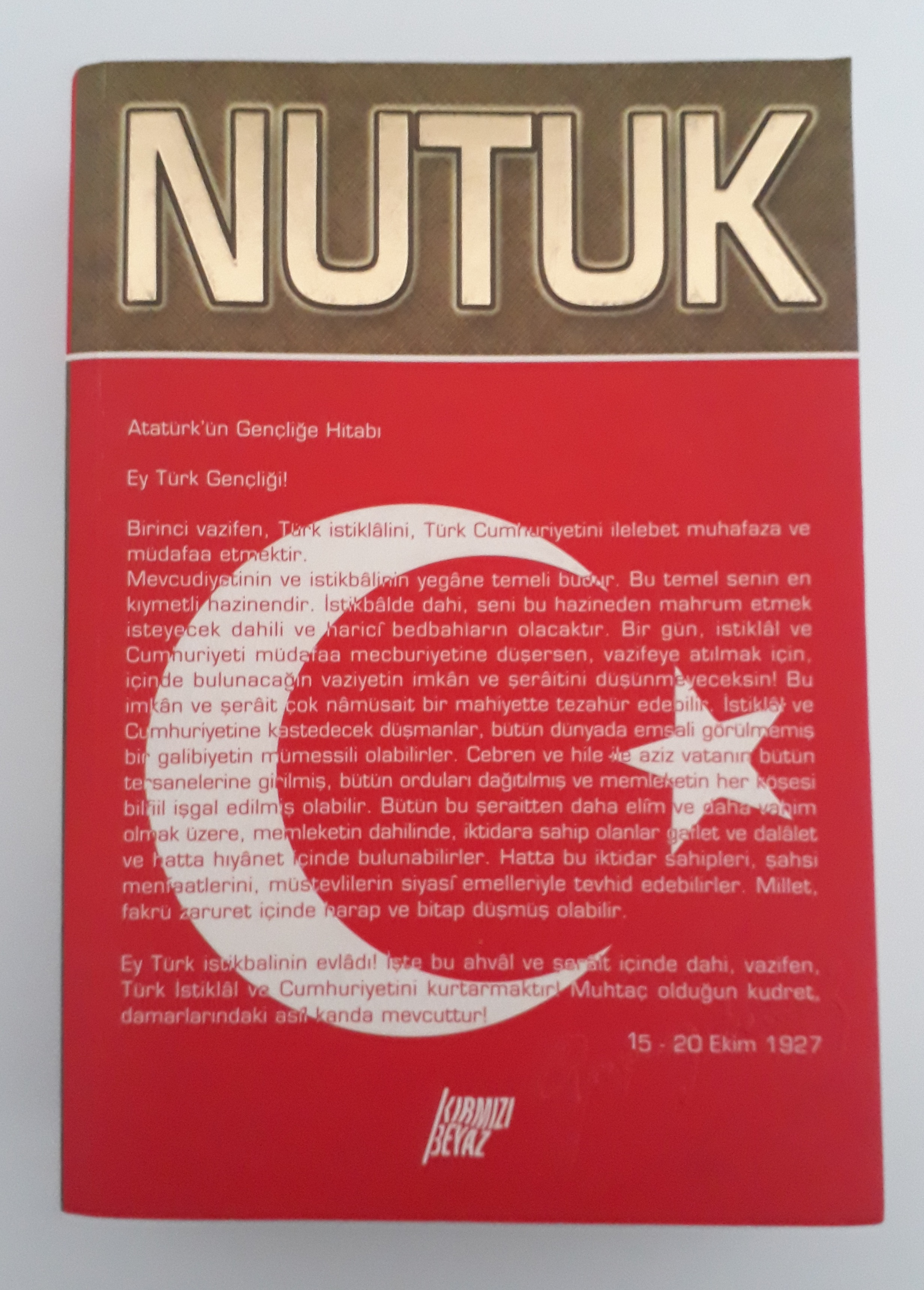
Nutuk

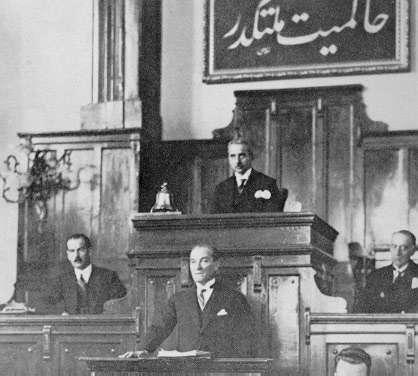
Mustafa Kemal hält seine Marathonrede.

Nutuk (dt.: ‚Rede‘; osmanisch نطق) ist die Bezeichnung der mehr als 36-stündigen Marathonrede Mustafa Kemals (Atatürk) vor den Delegierten des zweiten Parteitags seiner Cumhuriyet Halk Partisi. Mustafa Kemal hielt sie zwischen dem 15. und 20. Oktober 1927.
Der vollständige Redetext umfasst 900 Buchseiten und behandelt den Zeitraum ab Beginn des Türkischen Unabhängigkeitskrieges. Die Rede gilt als Vermächtnis des Staatsgründers und hatte „kanonischen Rang“ für die offizielle Geschichtsschreibung der Türkei. Sie wurde in zahlreichen Auflagen veröffentlicht, wobei auch sprachliche Überarbeitungen und Anpassungen ans moderne Türkisch vorgenommen wurden.

## Ausgaben
Deutsche Übersetzung
- Gasi Mustafa Kemal Pascha: Die neue Türkei: 1919–1927. Rede gehalten von Gasi Mustafa Kemal Pascha in Angora vom 15. bis 20. Oktober 1927 vor den Abgeordneten und Delegierten der Republikanischen Volkspartei. Nach der unter Aufsicht des Verfassers hergestellten französischen Fassung des Originaltextes übersetzt von Dr. Paul Roth. Einführung, Vorbemerkung und Anmerkungen im Text, soweit bei diesen nichts anderes bemerkt ist, von Dr. Kurt Koehler. Verlag von K. F. Koehler, Leipzig 1928 (Volltext).